# أوكودا أيسن
أوكودا أيسن (باليابانية: 奥田頴川؛ بالكانا: おくだ えいせん) هو خزاف وصانع الفخار ياباني، ولد في 27 أبريل 1753 في كيوتو في اليابان، وتوفي بنفس المكان في 17 يونيو 1811.